# Uskrsna osmina
Uskrsna, Vazmena ili Pashalna osmina (čak. Otava) je osmodnevno razdoblje u liturgijskoj (crkvenoj) godini, od svetkovine Uskrsa do Druge Uskrsne nedjelje, u kojemu Crkva na poseban način u bogoslužju razmatra i slavi Uskrsno otajstvo. Dio je Uskrsnoga vremena crkvene godine. Vazmenu osminu nastavlja pouskrsno vrijeme, sve do svetkovine Pedesetnice (Duhova).
Vazmena je osmina zapravo produženo slavlje Uskrsa, nadahnuto na židovskom običaju (Izl 2, 15.19). Svjedočanstva o Uskrsnom tjednu javljaju se već kod sv. Augustina. Uskrsni se tjedan u ranom kršćanstvu smatrao nedjeljivim slavljem Uskrsa, usmjeren na odmor i svakodnevna euharistijska slavlja. Svete Uskrsne dane spominje i car Valerijan II. te Nauk dvanaestorice apostola (IV. st.), kao i crkveni sabor u Maçonu 585. U antici je Uskrsni tjedan na poseban način uključivao novokrštenike (neokatekumenat) u život župe, sudioništvom pri Svetoj pričesti, vjerskom podukom i potvrdom zavjeta. Slavila su se i posebna misna slavlja za novokrštenike diljem antičke kršćanske ekumene, na kojima su izgovarane i mistagoške kateheze sv. Ćirila Jeruzalemskoga i sv. Ambrozija. Galezijev sakramentar i Gregorian u Uskrsnoj osmini donose dva misna obrasca, za novokrštenike i za ostale vjernike, što ide u prilog zapisima o održavanju posebnih misa. U ranome srednjem vijeku Uskrsni tjedan vremenom gubi na važnosti pa su se u X. st. kao blagdanski dani zadržala samo dva dana po svetkovini Uskrsa (s iznimkom časoslova). Unatoč tomu, različiti biskupi i sinode zalagali su se za »produženi« antički okvir proslave Uskrsa. Vazmena osmina vraća se u liturgijska slavlja u XIX. st.